# Roggenburg (Basileia-Campo)
Roggenburg é uma comuna da Suíça, situada no distrito de Laufen, no cantão de Basileia-Campo. Tem 6,65 km² de área e sua população em 2018 foi estimada em 276 habitantes.